# 奕楸
奕楸（？—1864年），贝子爱新觉罗绵岫四子，清朝宗室。
咸丰七年（公元1857年）封为二等辅国将军，同治三年卒，无子嗣。